# Колюткино (посёлок)
Колюткино — посёлок в Белоярском районе Свердловской области России. Входит в Белоярский муниципальный округ. Станция Свердловской железной дороги.
Ранее посёлок входил в состав Большебрусянского сельсовета Белоярского района.

## География
Посёлок Колюткино располагается при одноимённой железнодорожной станции в 20 километрах на юго-запад от посёлка Белоярский.

### Часовой пояс
Колюткино, как и вся Свердловская область, находится в часовой зоне МСК+2. Смещение применяемого времени относительно UTC составляет +5:00.

## Население
| 2002 | 2010 | 2021 |
| ---- | ---- | ---- |
| 89   | ↘71  | ↘34  |

## Инфраструктура
В посёлке три улицы: Вокзальная, Западная и Станционная; два садоводческих некоммерческих товарищества: «Бетфор» и «Отдых».